# Lijst van huizen aan de Utrechtse Vecht

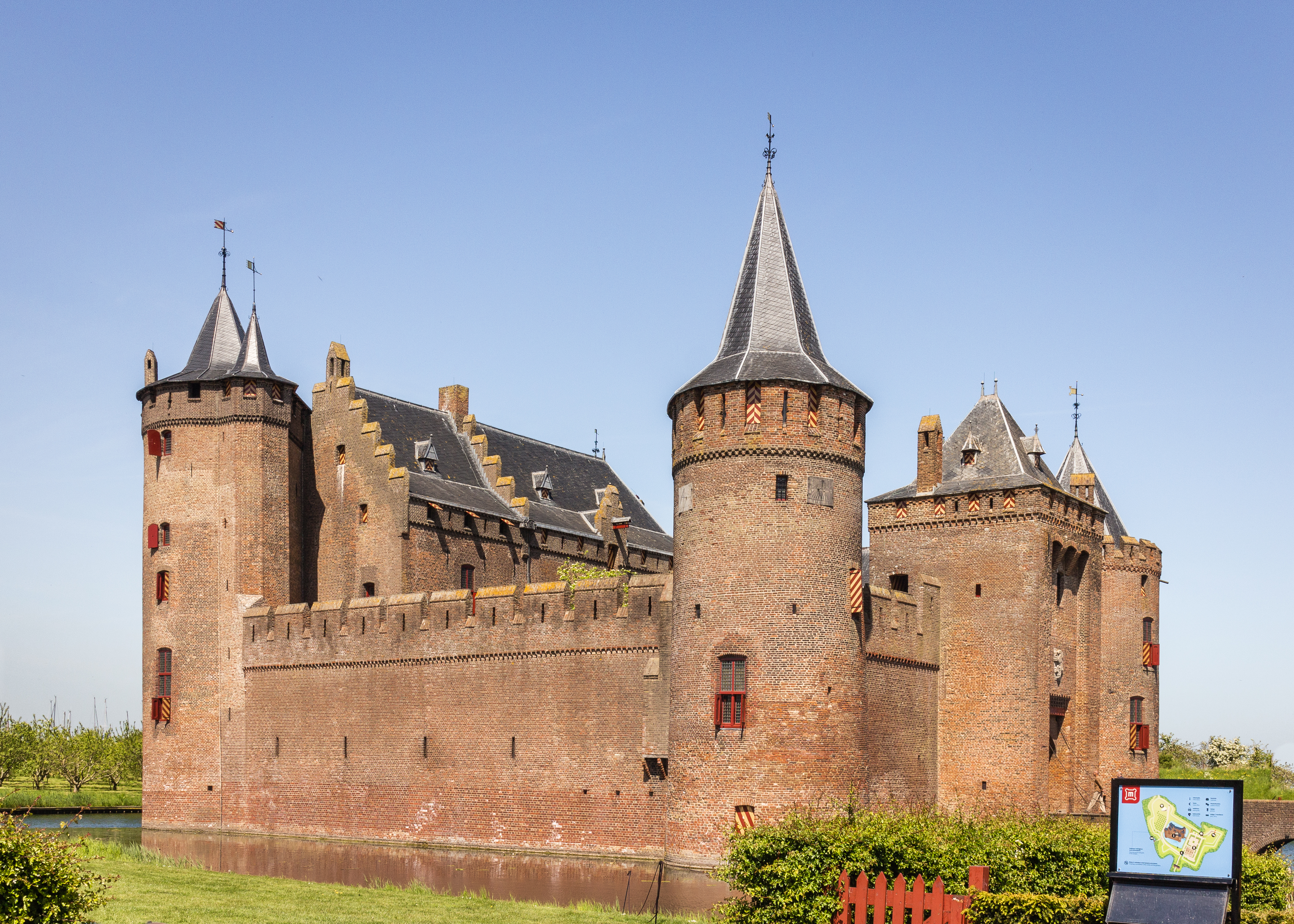
Muiderslot.

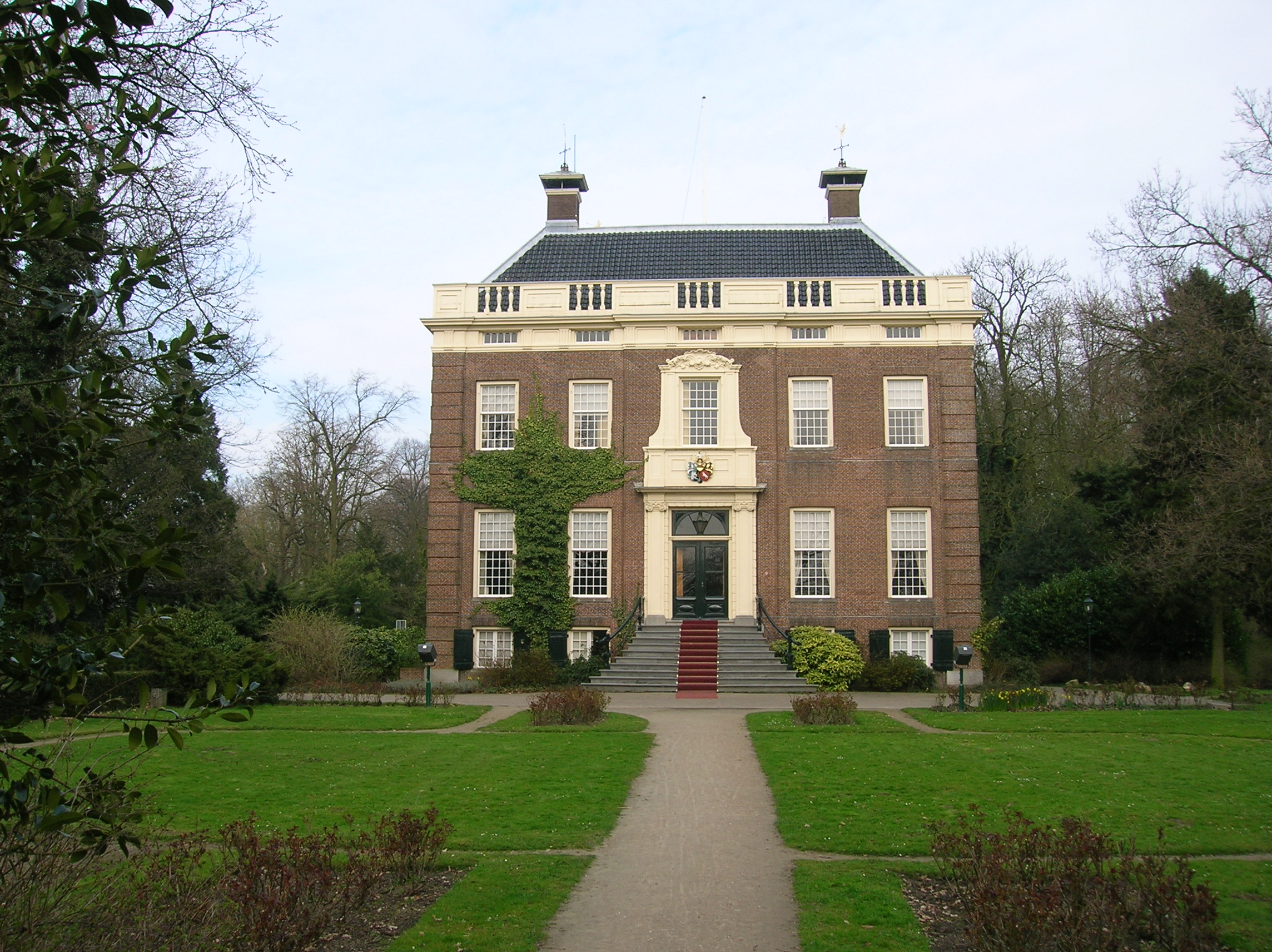
Buitenplaats Goudestein gezien vanaf de Vecht, Maarssen.

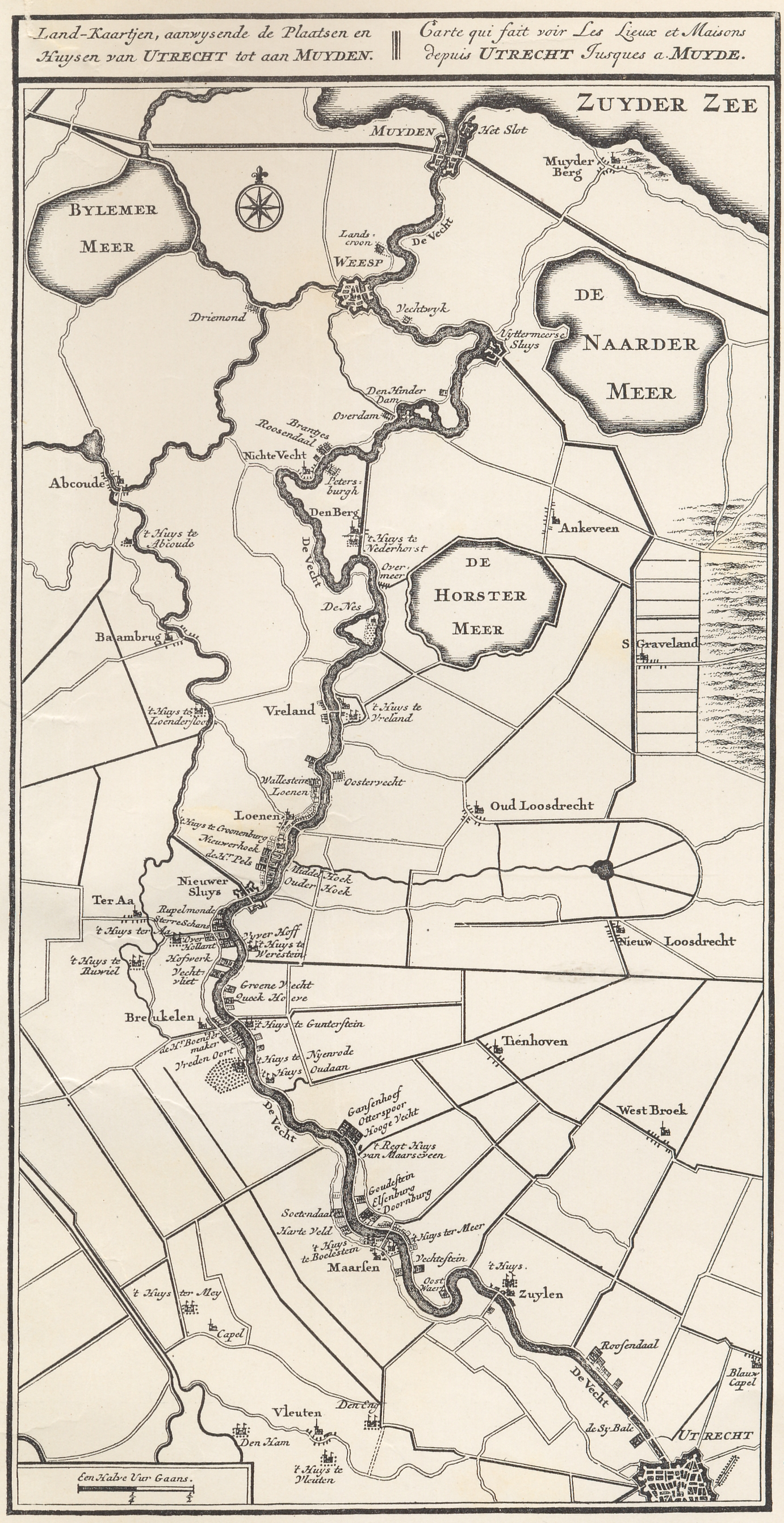
Kaart uit 1719 met onder meer kastelen en buitenplaatsen langs de Vecht.

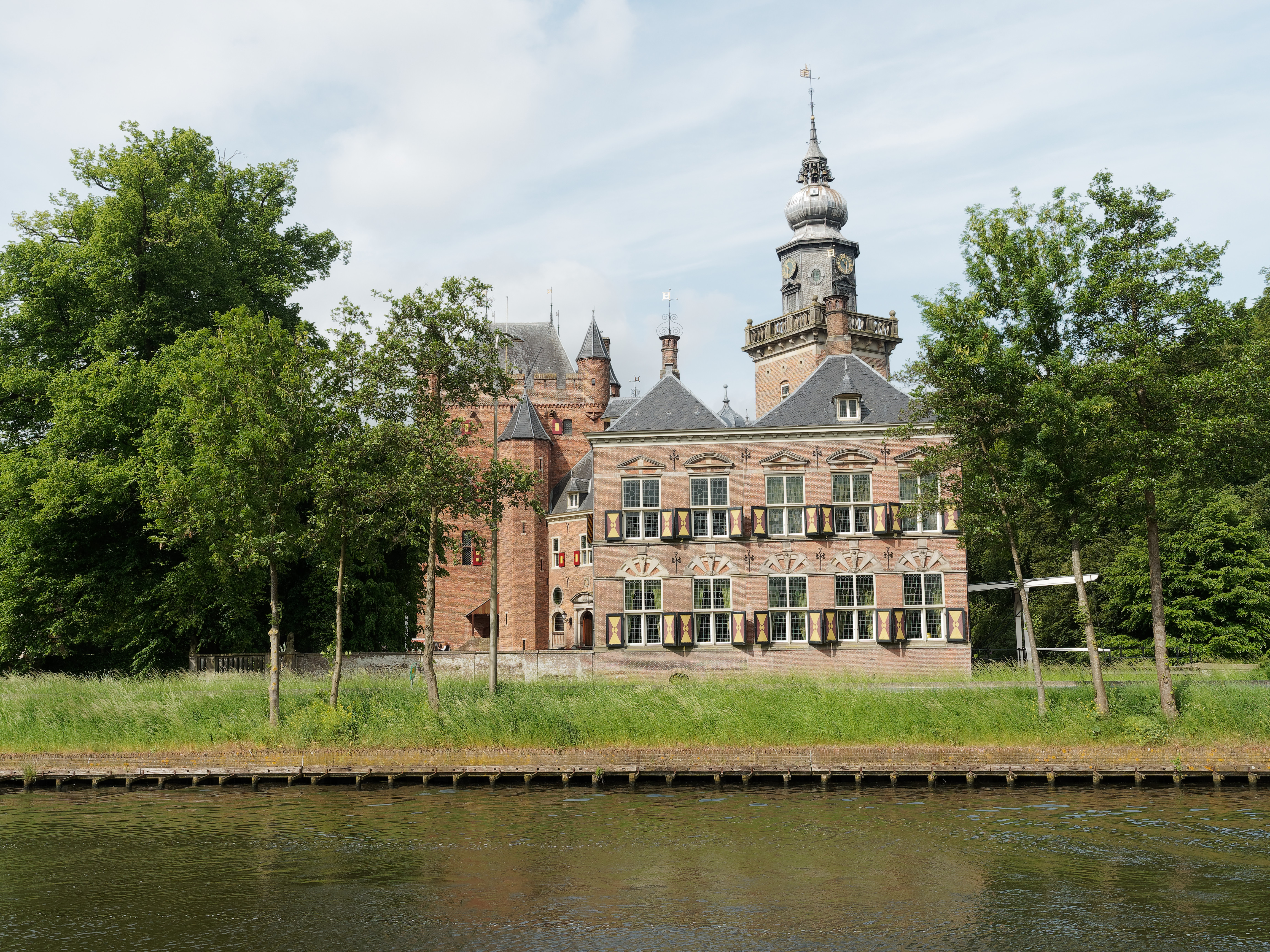
Kasteel Nijenrode

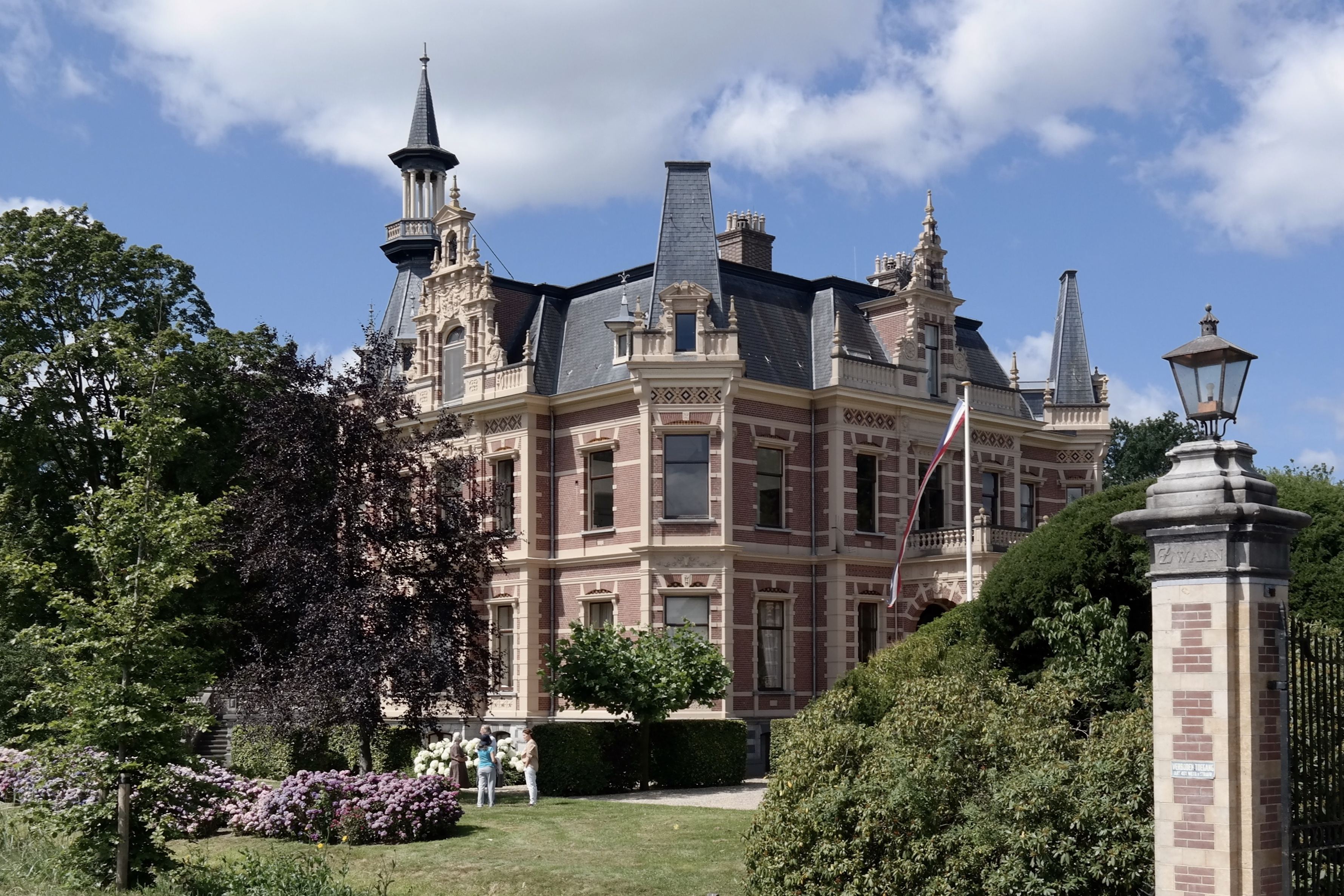
Zwaanwijck

Hieronder staat een lijst van historische belangrijke huizen aan de Utrechtse Vecht.

## Kastelen
- Aastein, bij Breukelen, verdwenen
- Bolenstein, bij Maarssen, 14e eeuw
- Gunterstein, huidig kasteel 1680
- Kronenburg (Cronenburgh), bij Loenen aan de Vecht verdwenen
- Mijnden, bij Loenen aan de Vecht, verdwenen
- Muiderslot, 1288
- Nederhorst, einde 13e eeuw, herbouwd 1630
- Nijenrode, midden 13e eeuw
- Oudaen bij Breukelen, eerste helft 14e eeuw
- Slot Zuylen in Oud-Zuilen, herbouwd 1522
- Snaafburg, bij Maarssen, rond 1800 afgebroken
- Vredelant, bij Vreeland, verdwenen
- Weerestein, bij Nieuwersluis

## Buitenplaatsen
- Beek en Hof, bij Loenen aan de Vecht
- Bijdorp, bij Loenen aan de Vecht
- Boom en Bosch, bij Breukelen (gemeentehuis), circa 1675
- Huis ten Bosch, bij Maarssen (oud gemeentehuis), circa 1630
- Cromwijck, bij Maarssen, herbouwd circa 1675
- Cronenburgh, bij Loenen, in 1925 gesticht
- Daelwijck, bij Utrecht (Zuilen)
- Doornburgh, bij Maarssen, 17e eeuw
- Elsenburg, bij Maarssen, 1637, architect Philips Vingboons (afgebroken in 1812)
- Gansenhoef, bij Maarssen, 1655, architect Philips Vingboons
- Geesbergen, bij Maarssen
- Goudestein, bij Maarssen (gemeentehuis), 18e eeuw
- Groenevecht, bij Breukelen, 17e eeuw met 19e-eeuws landhuis.
- Hazenburg (Vecht en Rust), bij Maarssen
- Herteveld / Harteveld, bij Maarssen
- Hofwerk, bij Breukelen, verdwenen
- Hoogevecht, bij Maarssen, verdwenen
- Leeuw en Vecht, bij Maarssen
- Leeuwenburg, bij Maarssen, 17e eeuw
- Middenhoek, bij Nieuwersluis
- Nieuwerhoek, bij Loenen, circa 1625
- Oostervecht, ca. 1675, gesloopt 1836
- Op Buuren, te Maarssen, 17e eeuw
- Otterspoor, bij Maarssen (verdwenen)
- Ouderhoek, bij Nieuwersluis
- Oud Over, bij Loenen aan de Vecht
- Over-Holland, te Nieuwersluis, in de 18e eeuw vergroot
- Petersburg, bij Nederhorst den Berg
- Queekhoven, bij Breukelen, 17e eeuw
- Realeneiland of Huys te Nigtevecht, bij Nigtevecht, verdwenen
- Roosendaal, bij Utrecht (verdwenen)
- Rupelmonde, rond 1750 vergroot
- Slangevecht, bij Breukelen, circa 1725
- Slotzicht, bij Vreeland
- Soetendaal, bij Maarssen (verdwenen)
- Sterreschans, te Nieuwersluis, in de 18e eeuw vergroot
- Swaenenvecht, te Oud-Zuilen
- Ter Meer te Maarssen (begin 20e eeuw gesloopt)
- Vecht en Dijk, te Maarssen, vermoedelijk 18e eeuw
- Vecht en Hoff, bij Breukelen, 18/19e eeuw
- Vechtenstein, bij Maarssen
- Vechtevoort te Maarssen
- Vechtoever, te Maarssen, 18e eeuw
- Vechtstroom, te Breukelen, 18e eeuw
- Vechtvliet, bij Breukelen, ca. 1670, architect Philips Vingboons
- Vijverhof, bij Nieuwersluis, 1670 met herbouw hoofdgebouw 1866
- Vredenhoef, bij Maarssen
- Vreedenhorst, bij Vreeland
- Vreedenhoff, te Nieuwersluis, 1749-1753
- Vreedenoord, te Breukelen
- Wallestein, bij Loenen aan de Vecht, verdwenen
- Zijdebalen, bij Utrecht (verdwenen)
- Zuylenburgh, bij Oud-Zuilen
- Zwaanwijck, bij Nigtevecht

## Kleine buitenplaatsen
- Hinderrust, bij de Hinderdam Nederhorst den Berg
- Raadhoven, bij Maarssen
- Richmond, bij Maarssen
- Villa Nova, bij Breukelen